# تنغدج
تِنْغَدَّج بلدة موريتانية ومركز إحدى بلديات ولاية الترارزة.